# Gare de La Spezia Centrale
La gare de La Spezia Centrale (en italien : Stazione di La Spezia Centrale) est la principale des quatre gares ferroviaires de la ville de La Spezia, en Ligurie, dans le nord-ouest de l'Italie.  Elle est située en son centre-ville, sur la Piazza Medaglie d'Oro.

## Situation ferroviaire
Établie à 18 mètres d'altitude, la gare de La Spezia Centrale est située au point kilométrique 86,162 de la ligne Gênes-Pise.
Elle est dotée de neuf voies dont une en impasse accessible depuis Pise. Elles sont encadrées par cinq quais dont un latéral et quatre centraux. En complément, on trouve un faisceau de voies de stationnement au nord de la gare, accessibles depuis Gênes.

## Histoire

### Construction de la gare

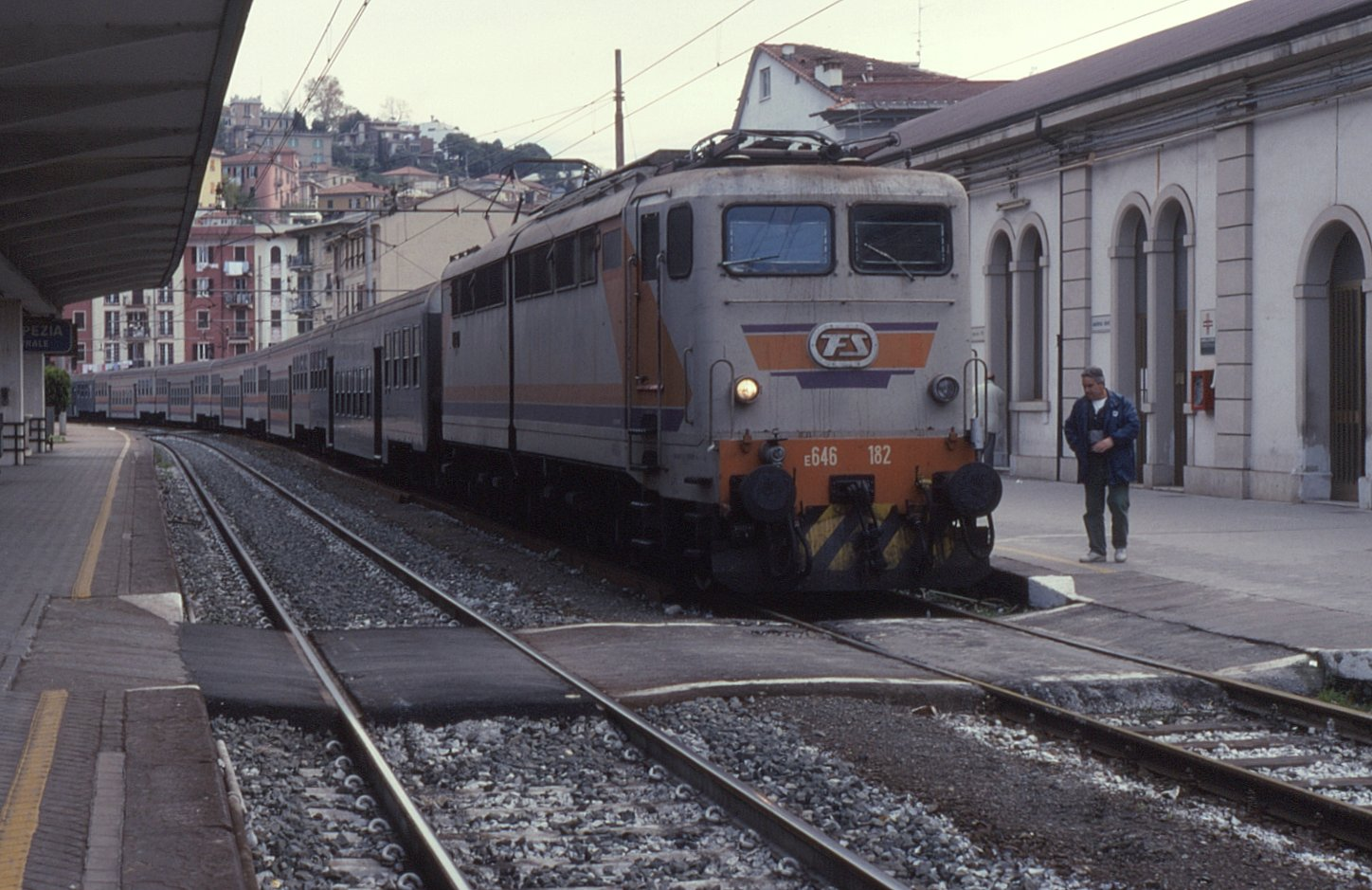
E.646.182 en tête d'un train régional en 1995.

La première gare ferroviaire de La Spezia a été provisoirement inaugurée le 24 octobre 1874 dans la localité de Valdellora, en même temps que l'ouverture section de Sestri Levante à La Spezia de la ligne Gênes-Pise . C'est dans cette gare que Giuseppe Garibaldi descendit en 1867, prisonnier après la bataille de Mentana.
En 1887, la gare définitive de La Spezia Centrale est mise en service et ouverte au trafic de voyageurs. Le trafic de marchandises reste quant à lui pris en charge par la gare de Valdellora, connue alors sous le nom de gare de La Spezia Scalo. La gare de La Spezia Centrale, incluse dans le plan d'urbanisme de 1884, était située à une courte distance de la Piazza Brin, de la Piazza Saint Bon et du nouveau quartier Umberto I alors en construction.
En 1892, la gare devient une des deux extrémités de la nouvelle ligne Parme-La Spezia, et ce grâce au doublement des voies jusqu'au niveau de l'actuelle gare de Vezzano Ligure,.
Le 21 juin 1917, un nouveau système de signalisation et de sécurité est inauguré entre La Spezia Centrale et La Spezia Valdellora.
Le doublement du tunnel de Biassa en direction de Riomaggiore, inauguré en 1927, permit le passage à deux voies de la ligne Gênes-Pise entre La Spezia et la gare de Riomaggiore .
En 1936, la voie entre les gares de La Spezia Valdellora et de La Spezia Marittima a été supprimée, remplacée par une ligne partant de la nouvelle gare de La Spezia Migliarina, mise en service le 21 avril de la même année.

### Usage de la gare
En complément des gares de La Spezia Migliarina et Cà di Boschetti, et les gares de fret de La Spezia Marittima (situées à l'intérieur du port de la Spezia) et La Spezia Scalo, la gare de La Spezia Centrale est la gare principale de La Spezia et une plaque tournante importante de l'axe ferroviaire tyrrhénien.
Jusqu'en 2013, la section ferroviaire du musée national des Transports de La Spezia était située dans les bâtiments de l'ancienne Squadra Rialzo, à quelques dizaines de mètres de la gare.
De l'autre côté du bâtiment, une voie ferrée bifurquait vers l'arsenal militaire maritime de La Spezia. Une courte section de cette voie a été utilisée jusqu'en 2019 et est maintenant entièrement reconvertie en piste cyclable/piétonne qui relie les quartiers de Rebocco et Fabiano Basso.

### Architecture
Le bâtiment, de style Umbertino, est structuré avec un corps central, flanqué de deux longues ailes de service. La façade du couloir central est revêtue de pierre de taille en pierre grise aux deux extrémités du rez-de-chaussée.
Le plafond de la salle des billets est orné de trois grands médaillons du peintre Luigi Agretti.

Éléments d'architecture de la gare
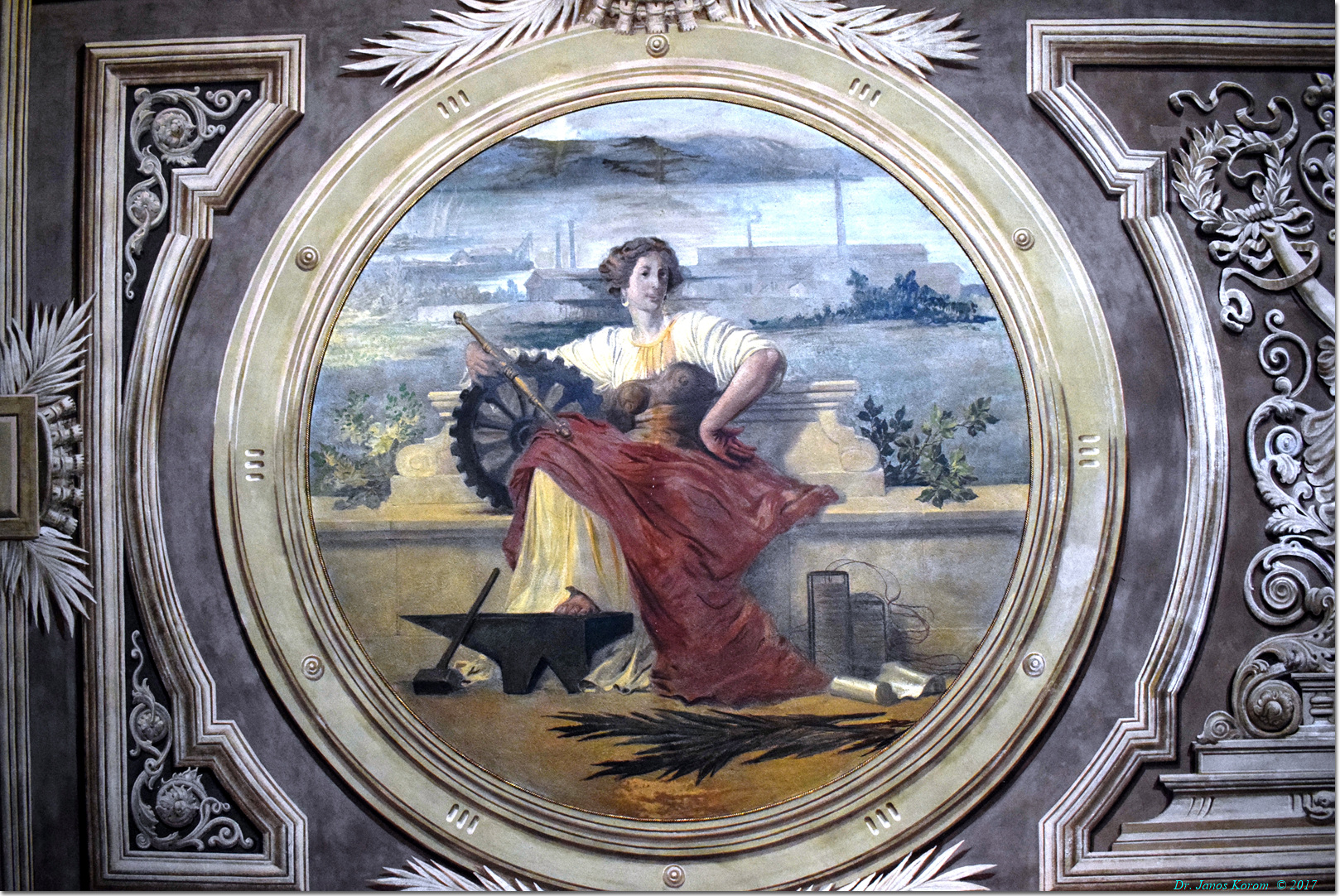
L'Industria (1887).
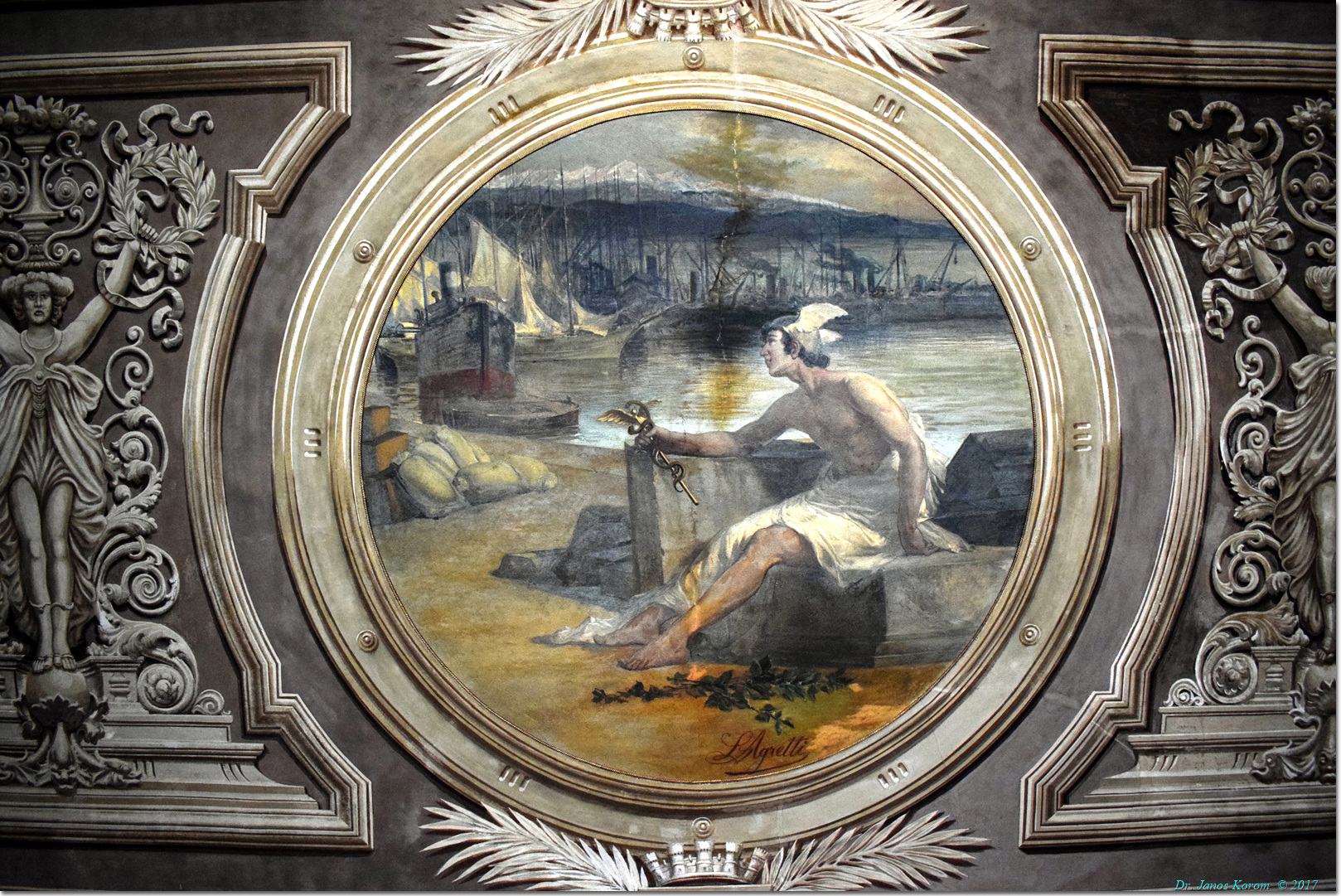
Il Commercio (1887).
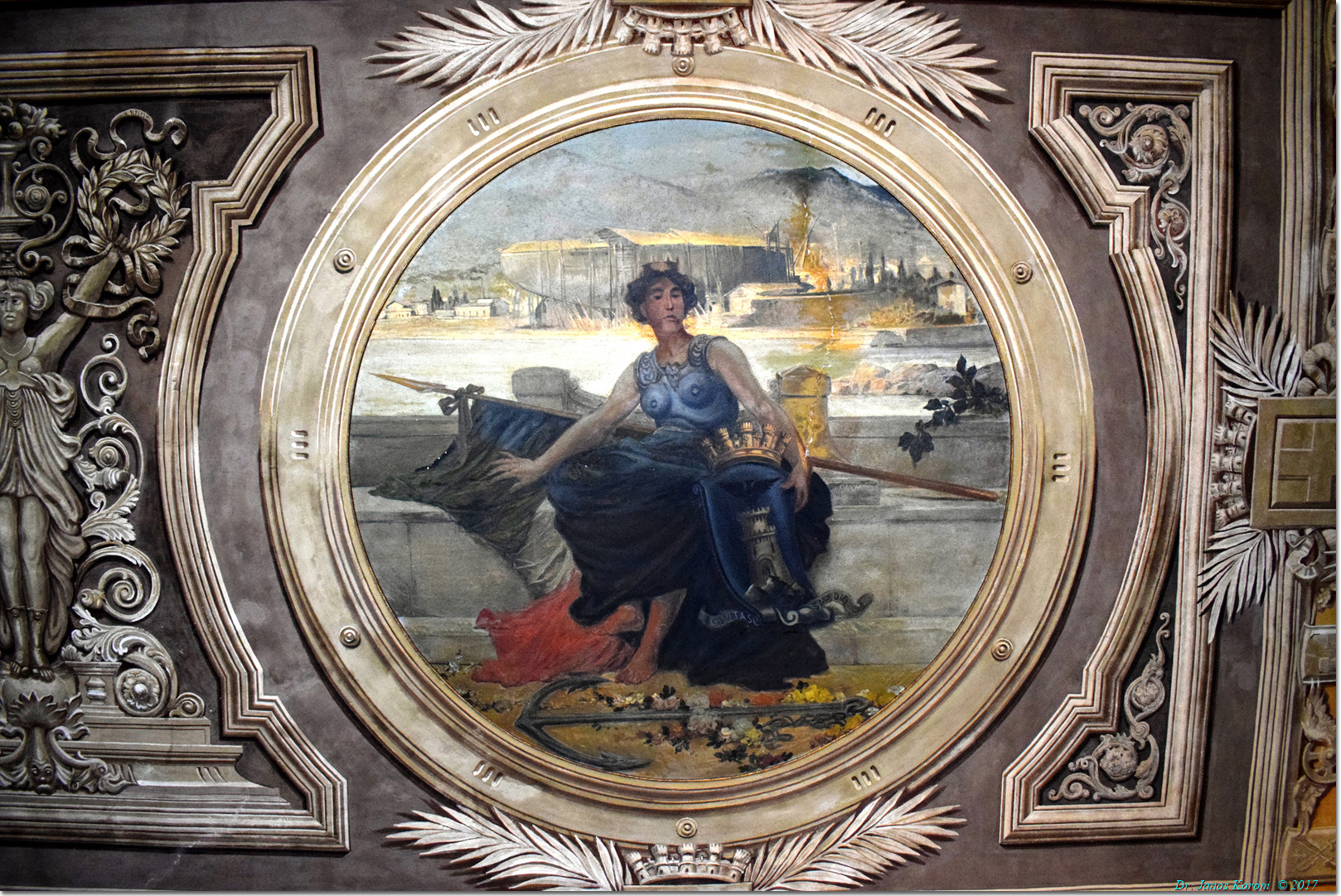
La Spezia (1887).
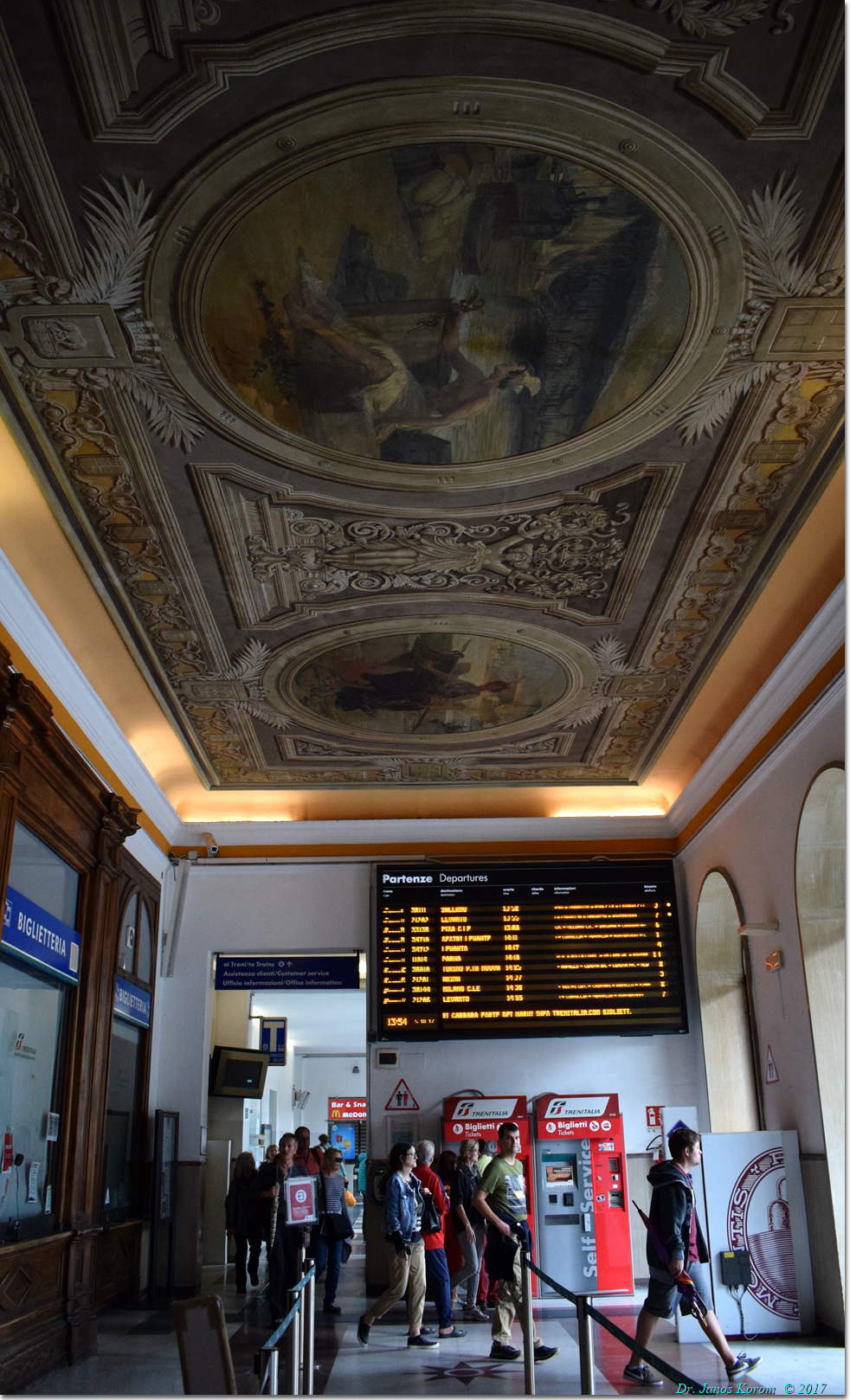
Intérieur.

## Service des voyageurs

### Accueil
Gare de Ferrovie dello Stato Italiane, elle est dotée d'un bâtiment voyageurs où l'on peut trouver un guichet de vente de titres de transport, des distributeurs automatiques de titres de transport ainsi qu'un bar, des services de restauration et des commerces.
La gare est accessible aux personnes à mobilité réduite.

### Desserte

#### Grandes lignes

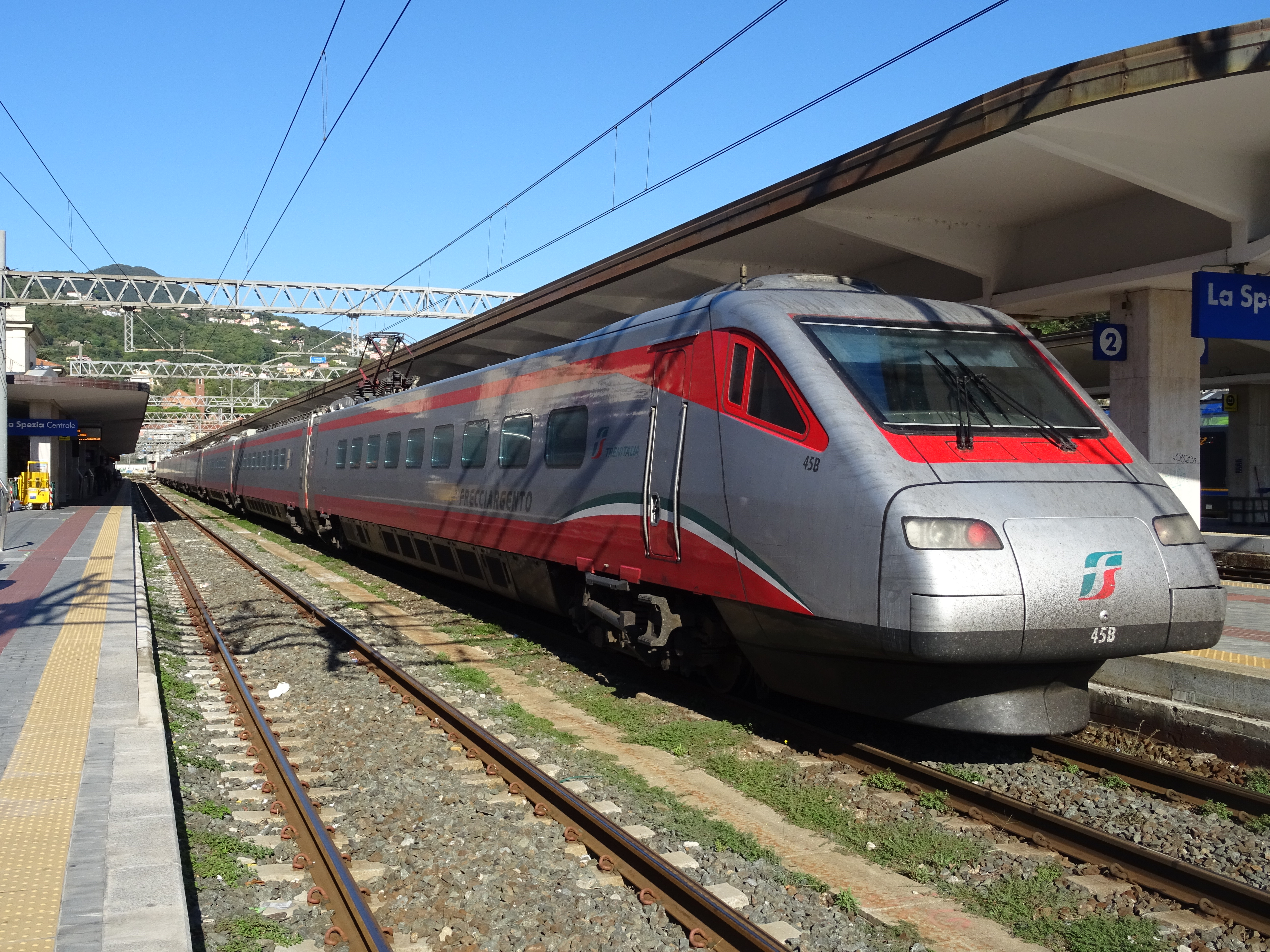
Train Frecciargento reliant Rome-Termini à Gênes-Piazza-Principe.

La gare de La Spezia Centrale est desservie chaque jour par trois allers-retours Frecciargento reliant la gare de Gênes-Piazza-Principe à celle de Rome-Termini ainsi que plusieurs trains Frecciabianca reliant effectuant la même desserte intégralement sur ligne classique. Deux de ces allers-retours sont prolongés au-delà de Gênes : l'un vers Turin-Porta-Nuova, l'autre vers Milan-Centrale.
La desserte est complétée par des trains de nuit Intercity Notte assurant les liaisons de Milan-Centrale à Syracuse et de Turin-Porta-Nuova à Salerne.
La gare de la Spezia Centrale accueille également de nombreux trains de jour Intercity reliant Milan-Centrale et Gênes-Piazza-Principe à La Spezia, Livourne,  Grosseto, Vintimille et Gênes-Piazza-Principe à Rome-Termini ou Sestri Levante à Naples-Centrale.

#### Trains régionaux

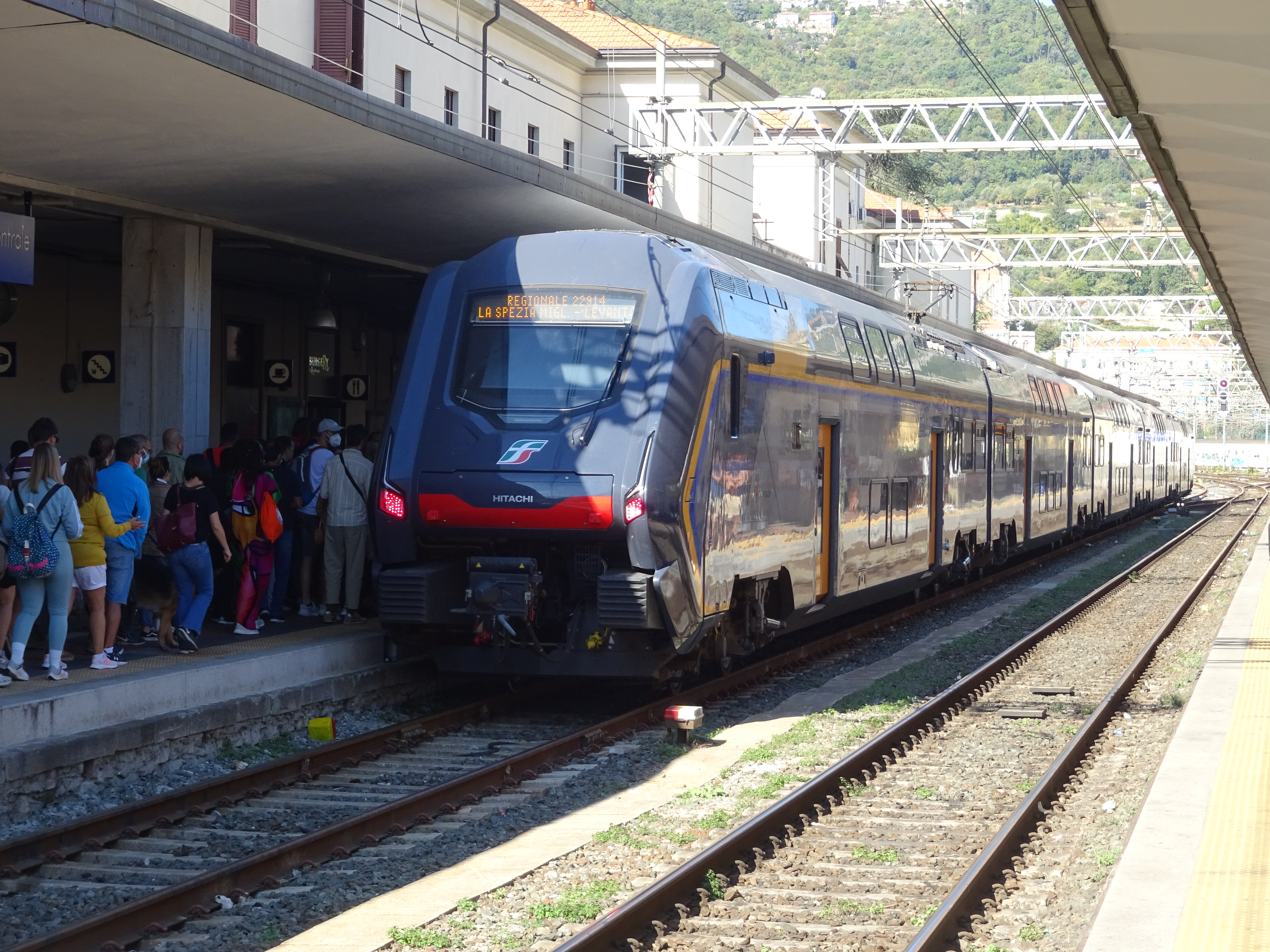
ETR 521 Rock assurant un train Regionale de La Spezia Migliarina à Levanto.

La gare de La Spezia Centrale est desservie toutes les heures toute l'année par des trains Regionale reliant Sestri Levante à La Spezia, dont certains sont amorcés depuis Savone ou Gênes. Elle est également desservie par des trains Regionale Veloce reliant Gênes à La Spezia, circulant toutes les deux heures.
En saison touristique, les trains Regionale « Cinque Terre Express » assurent une desserte omnibus cadencée à la demi-heure entre Levanto et La Spezia Centrale, dont certains trains sont prolongés jusqu'à La Spezia Migliarina ou Sarzana.
Elle est également desservie par de nombreux trains Regionale reliant La Spezia Centrale à Pontremoli et Parme dont un aller-retour par jour est prolongé jusqu'à Gênes-Brignole. Le trajet du soir, en direction de Parme, est classé Regionale Veloce. En outre, de nombreux trains Regionale relient La Spezia à Pise-Centrale, dont certains sont prolongés jusqu'en gare de Florence-Santa-Maria-Novella ou en Livourne-Centrale.

### Intermodalité
La gare de La Spezia Centrale est en correspondance avec les lignes d'autobus du réseau urbain de La Spezia exploités par ATC Esercizio aux arrêts La Spezia Fs (situé devant le bâtiment voyageurs) et Via Fiume Fs (situé dans la rue sous la gare).